# Donacoscaptes maroniella
Donacoscaptes maroniella là một loài bướm đêm trong họ Crambidae.